# Paul Pedersen
Paul Andreas Pedersen (Halden, 18 settembre 1886 – Idd, 16 agosto 1948) è stato un ginnasta norvegese.

## Palmarès

### Olimpiadi
- Argento a Londra 1908 nel concorso a squadre.
- Bronzo a Stoccolma 1912 nel concorso svedese a squadre.